# نیو جینز (آلبوم چندآهنگه)
نیو جینز (انگلیسی: New Jeans) نخستین آلبوم چندآهنگه (ئی‌پی) گروه دخترانه اهل کره جنوبی، نیوجینز است. این آلبوم در ۱ اوت ۲۰۲۲ توسط ادور، شرکت تابعهٔ هایب کورپوریشن منتشر شد. تهیه‌کنندگی آن بر عهدهٔ مین هی جین، ۲۵۰ و پارک جین سو است. در این آلبوم چندآهنگه از سینث-پاپ، هیپ هاپ و آراندبی بهره گرفته شده و عناصری از سبک‌های موسیقی دهه‌های ۱۹۹۰ و ۲۰۰۰ را القا می‌کند.

## جدول‌های موسیقی
| جدول (۲۰۲۲–۲۰۲۳)                             | بالاترین جایگاه |
| -------------------------------------------- | --------------- |
| آلبوم‌های آلمانی (۱۰۰ آلبوم برتر رسمی)        | ۹۱              |
| آلبوم‌های مجارستانی (ماهاز)                   | ۳۶              |
| آلبوم‌های ژاپنی (اوریکون)                     | ۱۲              |
| آلبوم‌های ترکیبی ژاپنی (اوریکون)              | ۱۰              |
| آلبوم‌های داغ ژاپنی (بیلبورد ژاپن)            | ۲۲              |
| آلبوم‌های کره جنوبی (گائون)                   | ۱               |
| آلبوم‌های تاپ هیتسیکرز ایالات متحده (بیلبورد) | ۶               |
| فروش آلبوم برتر (بیلبورد) ایالات متحده       | ۳۲              |
| آلبوم‌های موسیقی ملل ایالات متحده (بیلبورد)   | ۶               |

| جدول (۲۰۲۲)                | بالاترین جایگاه |
| -------------------------- | --------------- |
| آلبوم‌های ژاپنی (اوریکون)   | ۳۵              |
| آلبوم‌های کره جنوبی (گائون) | ۴               |

| جدول (۲۰۲۲)                            | جایگاه |
| -------------------------------------- | ------ |
| آلبوم‌های کره جنوبی (گائون)             | ۳۴     |
| آلبوم‌های کره جنوبی (گائون) وی‌ورس آلبوم | ۶۰     |

| جدول (۲۰۲۳)                | جایگاه |
| -------------------------- | ------ |
| آلبوم‌های کره جنوبی (گائون) | ۴۹     |

## گواهی‌نامه‌ها
| منطقه                         | گواهی    | واحد گواهی‌شده/فروش |
| ----------------------------- | -------- | ------------------ |
| کره جنوبی (گائون)             | Million  | ۹۹۳٬۵۶۲            |
| کره جنوبی (گائون) وی‌ورس آلبوم | Platinum | ۴۴۵٬۶۱۰            |

## تاریخچه انتشار
| منطقه        | تاریخ        | فرمت                  | ناشر            | منابع  |
| ------------ | ------------ | --------------------- | --------------- | ------ |
| مختلف        | ۱ اوت ۲۰۲۲   | دانلود دیجیتال استریم | ادور            | [ ۱۸ ] |
| مختلف        | ۸ اوت ۲۰۲۲   | سی‌دی                  | ادور            | [ ۱۹ ] |
| ایالات متحده | ۲۳ مارس ۲۰۲۳ | سی‌دی                  | ادور گفن رکوردز | [ ۲۰ ] |